# Кос ет Дјеж
Кос ет Дјеж (фр. Causse-et-Diège) насеље је и општина у јужној Француској у региону Миди Пирене, у департману Аверон која припада префектури Вилфранш де Руерг.
По подацима из 2011. године у општини је живело 722 становника, а густина насељености је износила 24,19 становника/km². Општина се простире на површини од 29,85 km². Налази се на средњој надморској висини од 344 метара (максималној 430 m, а минималној 148 m).

## Демографија
| 1962. | 1968. | 1975. | 1982. | 1990. | 1999. | 2011. |
| ----- | ----- | ----- | ----- | ----- | ----- | ----- |
| 625   | 676   | 627   | 607   | 597   | 624   | 722   |

График промене броја становника у току последњих година